# Acueducto de Acámbaro

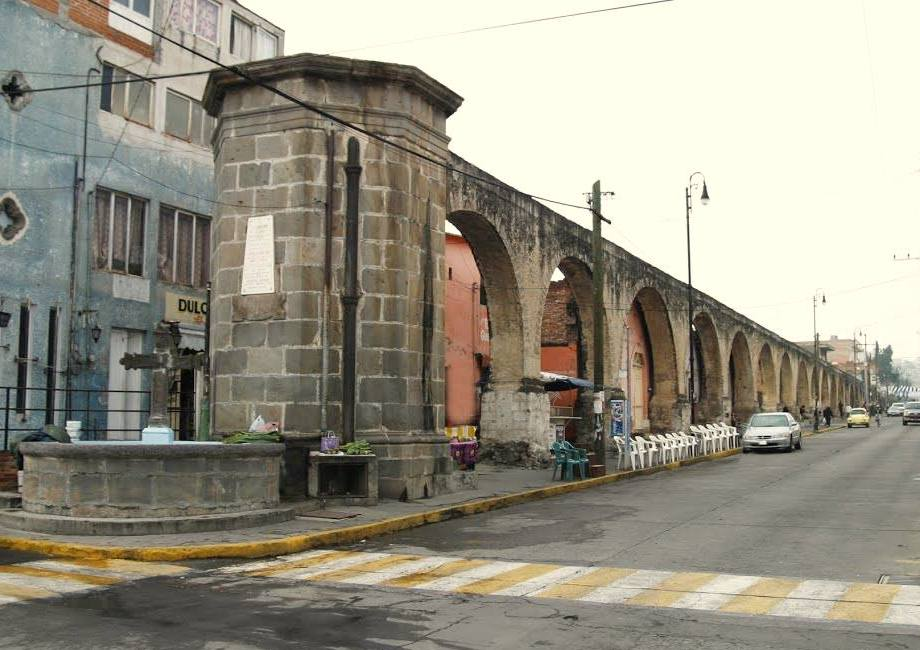
Acueducto de Acámbaro iniciado en 1527.

El Acueducto de Acámbaro representa una de las primeras obras de ingeniería hidráulica levantadas al inicio de la época colonial en México. Se ubica en la ciudad de Acámbaro, cabecera del municipio homónimo, en el estado de Guanajuato. Es uno de los acueductos coloniales que se conservan en buen estado en todo el país.
Se sabe que la obra fue llevada a cabo por el fraile franciscano Antonio de Bermul, con el fin de dotar de agua a la ya establecida población de Acámbaro, llevando al lugar el líquido desde los manantiales de Tócuaro. La fecha de construcción se sitúa en 1527. El acueducto se compone de una serie de arcos de varios estilos que llegan hasta un surtidor de agua ubicado en el centro del poblado.

## Historia
Los inicios de la construcción del acueducto se remontan a la época de la conquista, poco tiempo después de la (nueva) fundación de la villa de Acámbaro. De acuerdo con el cronista local Gerardo Argueta Saucedo, varios documentos históricos hacen mención a la necesidad que se tenía de abastecer de agua a la villa recién fundada, no solo para satisfacer a recién llegados, sino para garantizar el asentamiento pacífico de los grupos indígenas otomíes, tarascos y chichimecas que habrían de estar al servicio de los conquistadores. De acuerdo con las narraciones, la fuente más cercana del vital líquido se encontrón en las cercanías de la comunidad indígena denominada Tócuaro, en las faldas de la Sierra de San Andrés. El manantial pertenecía a los naturales del lugar, por lo que un grupo de frailes franciscanos dirigidos por el franciscano Antonio de Bermul se dieron a la tarea de negociar con ellos. Los tocuarenses accedieron y se ofrecieron voluntariamente para ayudar en la construcción de un canal para conducir el agua hasta el centro de la ciudad recién fundada, con la condición de que les permitieran seguir viviendo en ese mismo lugar. De las negociaciones resultó además la refundación de la comunidad de San Mateo Tócuaro el 21 de septiembre de 1527. La construcción del canal se inició y concluyó meses después, corriendo por primera vez agua desde Tócuaro hacia Acámbaro a las 5 de la mañana del 22 de enero de 1528.
El acueducto original, consistente en un primitivo canal y un par de arcos en las barrancas, construido por el religioso franciscano Antonio de Bermul en el año de 1527, fue posteriormente reemplazado por otras obras antes de construirse la obra de arquería de piedra que puede ser observada en la actualidad al lado oriente de la calle Hidalgo (antes calle de la Amargura). En la parte del acueducto ubicada en el exterior, particularmente en la sección conocida como "la Toma", se observan inscripciones indicando las fechas de 1679 y 1792, por lo que es de suponerse que tuvieron lugar varias modificaciones al acueducto durante la época colonial. La obra actual, que ostenta numerosos arcos diferentes entre sí —desde formas ojivales de medio punto hasta estilo múdejar— y se encuentra en el centro de la ciudad, fue concluida para el año 1781, muy probablemente sustituyendo el acueducto original construido en los siglos anteriores, extendiéndose este en un principio hasta un lugar llamado la toma del agua, cerca de la mencionada comunidad de Tócuaro.
Según narraciones de la época de la independencia, la calle de la Amargura (actualmente calle Hidalgo) era una brecha irregular con montículos de roca volcánica, donde el acueducto se encontraba sumergido en las irregularidades del terreno. Con la posterior nivelación y empedrado de la calle siguiendo el trazo del acueducto, la gran mayoría de las bases de los arcos fueron liberados de roca, permitiendo resaltar las dimensiones y magnificencia de la arquería y sus bases como se ven en la actualidad.

## Daños sufridos y riesgo de afectaciones
Con el crecimiento de la población y la falta de control por parte de las dependencias de gobierno durante el siglo pasado, varias casas fueron construidas adjuntas a los arcos del acueducto, lo que, aunado al descuido de la obra, ha afectado enormemente su estabilidad y belleza. Propietarios de negocios adyacentes al acueducto han hecho perforaciones en la obra con el fin de colocar letreros y cortinas. Una situación parecida ha ocurrido con el comercio ambulante, quienes colocan clavos y otras estructuras sobre las columnas del acueducto, afectando enormemente la cubierta de cal viva original.
La falta de voluntad política y de respeto por parte de los vecinos ha estado arriesgando enormemente la existencia de la obra, que es el único acueducto completo de la época de la colonia en todo el país, por lo que hay secciones del acueducto que se encuentran en peligro de desaparecer debido a los trucos legales de varios de los propietarios de los terrenos colindantes o por los que pasa el acueducto.